# Nordahl Wallem
Nordahl Eriksen Wallem (10 de novembro de 1902 — 9 de dezembro de 1972) foi um velejador norueguês, medalhista olímpico. Ele competiu nos Jogos Olímpicos de Verão de 1936 na classe 8 Metre e conquistou a medalha de prata na disputa realizada a bordo do Silja com Olaf Ditlev-Simonsen, John Ditlev-Simonsen, Hans Struksnæs, Lauritz Schmidt e Jacob Thams.